# زیبابین (آلبوم چندآهنگه)
زیبابین سیزدهمین آلبوم چندآهنگه گروه راک بریتانیایی، کلدپلی می‌باشد که در ۱۴ ژوئیه ۲۰۱۷ در سراسر جهان منتشر شد. این آلبوم نامزد جایزه گرمی برای بهترین آلبوم آواز پاپ در شصتمین مراسم جایزه گرمی شد.

## لیست آهنگ
همهٔ ترانه‌ها توسط گای بریمن - جانی باکلند - ویل چمپیون و کریس مارتین نوشته شده‌است.
| شماره      | نام                                                   | نویسنده(ها)                                  | Producer(s)                      | مدت   |
| ---------- | ----------------------------------------------------- | -------------------------------------------- | -------------------------------- | ----- |
| ۱.         | «تمام آنچه فکر می‌کنم تو هستی»                         | گای بریمن جانی باکلند ویل چمپیون کریس مارتین | ریک سیمپسون دنیل گرین            | ۴:۳۴  |
| ۲.         | «معجزه‌ها (شخصی خاص)» (با بیگ شان)                     | بریمن باکلند چمپیون مارتین شان اندرسون       | سیمپسون گرین بیل راکو مارتین ترف | ۴:۳۶  |
| ۳.         | «بیگانگان»                                            | بریمن باکلند چمپیون مارتین برایان اینو       | سیمپسون گرین اینو مارکوس دروس    | ۴:۴۲  |
| ۴.         | «چیزی دقیقاً شبیه این (ریمیکس توکیو)» (با د چینسموکرز) | اندرو تاگارت بریمن باکلند چمپیون مارتین      | سیمپسون گرین راکو                | ۴:۳۴  |
| ۵.         | «هیپنوتیزم شده» (میکس آلبوم چندآهنگه)                 | بریمن باکلند چمپیون مارتین                   | سیمپسون راکو                     | ۶:۳۱  |
| مجموع مدت: | مجموع مدت:                                            | مجموع مدت:                                   | مجموع مدت:                       | ۲۴:۵۷ |